# Разграбление Вильны
Разграбление Вильны — разграбление столицы Великого княжества Литовского города Вильны русскими войсками царя Алексея Михайловича и казацкими войсками Ивана Золоторенко, произошедшее во время русско-польской войны (1654—1667).

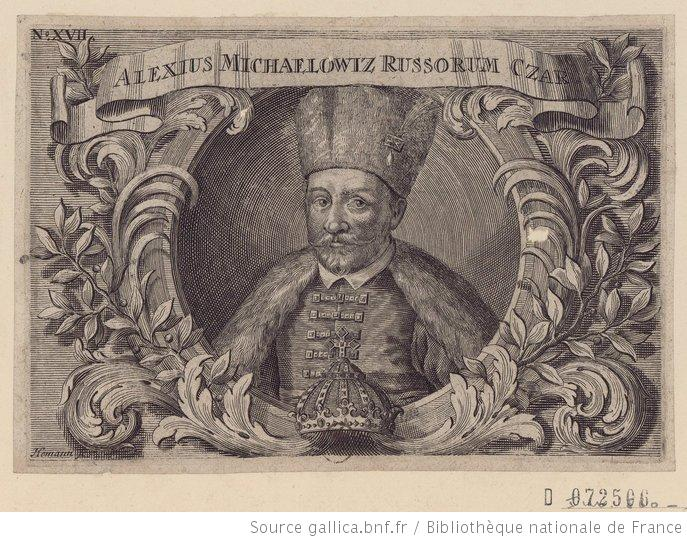
Царь Алексей Михайлович, немецкая гравюра XVII века

## Предыстория
Основные статьи: Русско-польская война (1654—1667), Государев поход 1654 года, Битва под Вильной (1655)
Русско-польская война 1654—1667 годов началась неудачно для Речи Посполитой. В 1654 году войска Русского царства захватили ряд территорий на востоке Великого княжества Литовского (составной части Речи Посполитой). Особенно важной победой было взятие Смоленска 23 сентября 1654 года. Армия Великого княжества Литовского под командованием гетмана великого литовского Я. Радзивилла была окончательно разбита в сражении под Шепелевичами. Контратака зимой 1654/1655 годов была отбита русскими войсками. Далее войска Русского царства перешли в наступление, начали захватывать новые территории. Долгое время от иностранных войск оборонялся Старый Быхов. Тем не менее главная русская армия во главе с Яковом Черкасским (вместе с ней находился и сам русский царь Алексей Михайлович) успешно продвигалась к столице Великого княжества Литовского Вильне. 19 июня она заняла Борисов, 3 июля был захвачен Минск. Оттуда она пошла на Вильно. Город был захвачен.

## Разграбление Вильны. Потери населения
Основная статья: История Вильнюса

Захватив город, украинские казаки Ивана Золотаренко и русские войска царя Алексея Михайловича, разграбили и уничтожили значительную часть населения (резня продолжалась три дня, было убито более 25 тысяч человек в один день, по другим сведениям двадцать тысяч или до двадцати тысяч человек, или до трети жителей); разрушения довершил длившийся 17 дней пожар. После чего в самом городе было заключено перемирие. Бегство жителей, разрушительные пожары и эпидемия вызвали голод:
Голод был такой страшный, что люди убивали друг друга за кусок хлеба, пожирали трупы и брат убивал брата, ради пищи. Современники пишут, что после этих бедствий в Вильне нельзя было узнать Вильна.
Российский историк Ф. Добрянский следующим образом описал разграбление города Вильны русскими и казацкими войсками:
Все, что было святого и красиваго внутри и вне города, предано пламени; остальное разрушено, не только кровы, но и самыя гробницы. Действительно, из документальных источников известно, что при вторжении русских сильно пострадал иезуитский костел св. Казимира на рынке, (ныне Николаевский Кафедральный собор), где не были пощажены даже надгробные памятники фамилии Гонсевских. В костеле св. Михаила монахинь бернардинок, оставленном его обительницами, пострадали богатыя гробницы основателя и строителя костела, знаменитаго Льва Сапеги и его семейства; самые трупы были повыбросаны из гробниц. Церковныя драгоценности Кафедральнаго костела св. Станислава попали в руки казаков следующим образом. Михаил Юдицкий, каштелян новогрудский, взялся, за известную плату, отвезти на собственном судне в Королевец (Кенигсбен) значительную часть самых дорогих и древних сокровищ костела; но по неосторожности, он дал казакам нагнать себя и допустить овладеть своими сокровищами, ещё в недальнем разстоянии от Вильны. Казакам достались между прочим: чаша короля Ягеллы, алтарный крест Витовта, серебряный, позолоченный и многия другия вещи. Мощи королевича Казимира были также вывезены заблаговременно; мощи же трех виленских мучеников Антония, Иоанна и Евстафия, бывшия в униатских руках, были сокрыты в Троицком монастырском саду, но после отысканы православными, во владении которых и остались с этого времени, будучи перенесены в Св. -Духовский монастырь.
После разграбления города на улицах остались лежать трупы. Так, Алексей Михайлович, въехав в город, был приведен в ужас, увидев на улицах неубранные до сих пор тела убитых, и приказал немедленно предать их погребению.